# Palazzo della Carovana
Le Palazzo della Carovana ou Palazzo dei Cavalieri est un palais de la Piazza dei Cavalieri à Pise en Italie. Il héberge depuis 1847 l'École normale supérieure de Pise fondée par l'Empereur Napoléon Ier en 1810.

## Historique
Ce palais fut construit entre 1562 et 1564 par l'architecte Giorgio Vasari pour le siège des Chevaliers de l'Ordre de Saint-Étienne (un ordre de moines-soldats, fondé en 1561 par  Cosme Ier grand-duc de Toscane pour combattre les Turcs et les infidèles).
Le palais est une transformation du palais initial Palazzo degli Anziani (Palais des Anciens). Son nom Palazzo della Carovana, qui signifie « Palais de la Caravane », dérive du nom de la période de trois ans de d'apprentissage du combat  en Méditerranée correspondant à la formation des initiés de l'ordre qui deviennent ensuite chevaliers (Cavalieri).

## Description
La façade se caractérise par un système complexe avec des graffitis représentant des figures allégoriques et les signes du zodiaque, conçus par Vasari et sculptés par Tommaso di Battista del Verrocchio et Alessandro Forzori, couplés à des bustes et des blasons sur cimiers de marbre. Les peintures actuelles datent cependant aux XIXe et XXe siècles. Les blasons sur les angles sont de Giovanni Fancelli (1564).
Parmi les sculptures se trouvent les armoiries des Médicis et celles des chevaliers, flanquées par les allégories de la Religion et de la Justice réalisées par Stoldo Lorenzi (1563). La galerie des bustes des grands-ducs de Toscane, qui étaient aussi les grands maîtres de l'ordre, ont été ajoutés à la fin XVIe début XVIIIe siècle, sculptés par Ridolfo Sirigatti, Pietro Tacca et Giovanni Battista Foggini.
L'escalier à double rampe a été refait en 1821. La zone arrière plus récente (1928–1930) a été réalisée pour la Scuola Normale Superiore di Pisa. Certaines salles de l'intérieur abritent des peintures du XVIe siècle, œuvres de Carlo Portelli, Francesco Brina et Giovanni Battista Naldini.

## Source
- (en)/(it) Cet article est partiellement ou en totalité issu des articles intitulés en anglais « Palazzo della Carovana » (voir la liste des auteurs) et en italien « Palazzo della Carovana » (voir la liste des auteurs).